# Tupin-et-Semons
Tupin-et-Semons is een gemeente in het Franse departement Rhône (regio Auvergne-Rhône-Alpes) en telt 441 inwoners (1999). De plaats maakt deel uit van het arrondissement Lyon.

## Geografie
De oppervlakte van Tupin-et-Semons bedraagt 8,3 km², de bevolkingsdichtheid is 53,1 inwoners per km².
De onderstaande kaart toont de ligging van Tupin-et-Semons met de belangrijkste infrastructuur en aangrenzende gemeenten.

## Demografie
Onderstaande figuur toont het verloop van het inwonertal (bron: INSEE-tellingen).